# 91. додела Оскара
91. додела Академијине награде (популарно додела Оскара) (енгл. 92th Academy Awards) је одржана 24. фебруара 2019. године у Долби театру у Лос Анђелесу.

## Добитници и номиновани
| Најбољи филм | Најбољи редитељ |
| --- | --- |
| Зелена књига – Џим Берк, Чарлс Б. Веслер, Брајан Кари, Питер Фарели и Ник Валелонга - Црни Пантер – Кевин Фајги - Црни члан КККлана – Шон Макитрик, Џејсон Блум, Рејмонд Менсфилд, Џордан Пил и Спајк Ли - Боемска рапсодија – Грејам Кинг - Миљеница – Сеси Демпси, Ед Гини, Ли Магидеј и Јоргос Лантимос - Рома – Габријела Родригез и Алфонсо Куарон - Звезда је рођена – Бил Гербер, Бредли Купер и Линет Хауел Тејлор - Човек из сенке – Диди Гарднер, Џереми Клајнер, Адам Макеј и Кевин Месик | Алфонсо Куарон – Рома - Спајк Ли – Црни члан КККлана - Павел Павликовски – Хладни рат - Јоргос Лантимос – Миљеница - Адам Макеј – Човек из сенке |
| Најбољи главни глумац | Најбоља главна глумица |
| Рами Малек – Боемска рапсодија као Фреди Меркјури - Кристијан Бејл – Човек из сенке као Дик Чејни - Бредли Купер – Звезда је рођена као Џексон „Џек” Мејн - Вилем Дафо – као Винсент ван Гог - Виго Мортенсен – Зелена књига као Френк Валелонга | Оливија Колман – Миљеница као Ана од Велике Британије - Јалица Апарисио – Рома као Клеодегарија Гутиерез - Глен Клоус – Жена као Џоан Каслман - Лејди Гага – Звезда је рођена као Ели Мејн - Мелиса Макарти – као Ли Израел |
| Најбољи споредни глумац | Најбоља споредна глумица |
| Махершала Али – Зелена књига као Дон Шерли - Адам Драјвер – Црни члан КККлана као Филип Цимерман - Сем Елиот – Звезда је рођена као Боби Мејн - Ричард Е. Грант – као Џек Хок - Сем Роквел – Човек из сенке као Џорџ В. Буш | Реџина Кинг – Шапат улице као Шерон Риверс - Ејми Адамс – Човек из сенке као Лин Чејни - Марина де Тавира – Рома као Софија - Ема Стоун – Миљеница као Ебигејл Машам - Рејчел Вајс – Миљеница као Сара Черчил |
| Најбољи оригинални сценарио | Најбољи адаптирани сценарио |
| Зелена књига – Ник Валелонга, Брајан Кари и Питер Фарели - Миљеница – Дебора Дејвис и Тони Макнамара - Искушеник – Пол Шрадер - Рома – Алфонсо Куарон - Човек из сенке – Адам Макеј | Црни члан КККлана – Чарли Вачтел, Дејвид Рабиновиц, Кевин Вилмот и Спајк Ли - – Џоел Коен и Итан Коен - – Никол Холофсенер и Џеф Вити - Шапат улице – Бери Џенкинс - Звезда је рођена – Ерик Рот, Бредли Купер и Вил Фетерс |
| Најбољи анимирани филм | Најбољи страни филм |
| Спајдермен: Нови свет – Боб Пиричети, Питер Ремзи, Родни Ротмен, Фил Лорд и Кристофер Милер - Невиђени 2 – Бред Берд, Џон Вокер и Никол Парадиз Гриндл - Острво паса – Вес Андерсон, Скот Рудин, Стивен Рејлес и Џереми Досон - Мираи – Мамору Хосода и Јуичиро Саито - Ралф растура интернет – Рич Мур, Фил Џонстон и Кларк Спенсер | Рома (Мексико) на шпанском и микстекшком – Алфонсо Куарон - (Либан) на арапском – Надине Лабаки - Хладни рат (Пољска) на пољском и француском – Павел Павликовски - (Немачка) на немачком – Флоријан Хенкел фон Донерсмарк - (Јапан) на јапанском – Хироказу Коре-еда |
| Најбоља монтажа | Најбољи визуелни ефекти |
| Боемска Рапсодија – Џон Отман - Црни члан КККлана – Бери Александер Браун - Миљеница – Јоргос Мавропсаридис - Зелена књига – Петрик Џ. Дон Вито - Човек из сенке – Хенк Корвин | Први човек на месецу – Пол Ламберт, Ијан Хантер, Тристан Мајлз и Џ. Д. Швалм - Осветници: Рат бескраја – Ден Делију, Кели Порт, Расел Ерл и Ден Судик - Кристофере Робине где си? – Кристофер Лоренс, Мајкл Имс, Тио Џоунс и Крис Корбоулд - Играч број 1 – Роџер Гајет, Грејди Кофер, Метју Батлер и Дејвид Ширк - Соло: прича Ратова звезда – Роб Бредоу, Петрик Тубах, Нил Скенлан и Доминик Туохи |